# 夜来香 (歌曲)
《夜来香》，華語經典歌曲。黎錦光作曲及作詞（唱片上使用筆名"金玉谷"），1944年首次發表，原主唱者系日本籍中日双语歌影明星李香蘭（山口淑子）。在她之後，華人樂壇裡已有百位专业歌手先後翻唱過《夜來香》，包括鄧麗君在1978年所錄製的版本。《夜來香》的歌詞和旋律都相當優美動人，是一首接受度與傳唱度極高的抒情歌曲。不過這首歌曲雖好聽但卻不好唱，整首歌曲的音域相當寬，得需要有一定水準的演唱功力才能完美的詮釋它。

## 歌曲資料

### 歌曲簡介
《夜來香》詞曲由中國1940年代著名音樂家黎錦光創作，黎錦光一生創作超過200首流行歌曲，其中就以《夜來香》最為出名。1944年在某天夜裡，黎錦光偶然被屋外的美麗夜色感動陶醉，他以當時的心境想法，先完成曲譜後再填上歌詞，才創作出這首華語經典歌曲。黎錦光在完成《夜來香》後，曾先後交給周璇、龔秋霞和姚莉等30年代就活跃于上海歌坛并加入上海百代唱片公司的歌星試唱過，但卻因為整首歌曲的音域太寬，並不好駕馭，所以她们虽然感興趣但也只能作罢，直到由1942年才赴上海发展、加盟百代才一年的李香蘭發現了這首歌才正式出板。

### 原唱者為李香蘭
1920年在中國東北遼寧出生的李香蘭父母親都是日本人，兩人早期移民中國东北。李香蘭自出生開始長期都生活在中國，她的中文說的和一般中國人一樣流利，年仅13岁就在广播电台唱歌，年滿18歲就开始拍电影。1940年代，上海市是全中國主導流行娛樂事業的重鎮，李香蘭在1942年來到上海發展，她學過美聲，加上天生音樂條件優異，因此她在中國演藝圈的知名度逐漸提高。1944年，李香蘭到百代唱片公司錄音，無意中發現《夜來香》的曲譜，她哼了幾次之後對它愛不釋手，而黎錦光在聽過李香蘭的試唱版本後也感到滿意，因此《夜來香》旋即在1944年問世。
李香蘭將《夜來香》唱的輕盈抒情優雅從容，歌曲迅速在全中國走紅，成為時下最熱門的流行歌曲，李香蘭因此成為中國家喻戶曉的當紅歌星。不過，好景不長，李香蘭在上海的演藝生涯僅維持三年左右的時間，長達六年的世界二戰隨著1945年8月15日日本無條件投降終於結束，由於日本是戰敗國，因此中國境內所有的日籍人士將被遣返回日本，其中也包括李香蘭，為此她不得不中斷在中國的演藝事業。當時中國社會上瀰漫著強烈的仇日情緒，日本籍身份的李香蘭也成為被批判的對象，她被掛上「漢奸」的名號，連帶她主演的電影和主唱的歌曲也一併被抹黑，《夜來香》因而遭到禁唱、禁播的命運，但后來由于李証明其為日本籍，按當時国內的国籍法也无法強加中国、滿州国籍於她，故改為驅逐回日本。自出生就和中國文化牽扯在一起的李香蘭即將被遣送回日本一事，在當時的中國國內引起相當大的話題輿論。

### 鄧麗君版本
《夜來香》雖然曾在1940年代一度被中國大陸列為禁歌，但這一路流傳下來，並未影響其經典地位。國民政府在1949年遷往台灣，隨即展開長達38年的戒嚴時期，而中國大陸在1966年展開了為期10年的文化大革命。1940年代至1970年代間的整個華語樂壇，因為政治因素導致其發展受限制，《夜來香》並未出現任何具代表性的新版本。
1970年代起台灣逐漸在華語流行樂壇居於主導地位，1978年，已赴日發展多年的鄧麗君將《夜來香》首次收錄在自己的專輯中，這首歌曲由森岡賢一郎編曲，收錄在其日文專輯《熱唱!東京夜景》之中，隨後在台灣和香港地區分別收錄於不同的專輯中。台灣地區收錄於歌林唱片代理發行的《無情荒地有情天》，香港地區則是收錄於寶麗金唱片發行的《一封情書》，《熱唱!東京夜景》和《一封情書》中還收錄了當時鄧麗君的另一首禁歌《何日君再來》。1979年鄧麗君在日本的歌唱事業因假護照事件而中斷，在經過5年之後，她在1984年初重返日本樂壇繼續發展。重返日本樂壇之後，唱片公司安排鄧麗君於1985年12月15日在東京NHK大會堂舉辦僅此一場的演唱會，為了這場演出，她將《夜來香》重新編曲錄音以全新版本呈現。鄧麗君兩個版本的《夜來香》各展現出迥異的風味，時間長度也不一樣，新版的《夜來香》多約20秒，鄧麗君在此時的演唱水準技巧臻于完美巅峰。
1980年代初期，港台兩地的華語流行歌曲開始進入中國大陸，鄧麗君的歌聲如熊熊野火般迅速蔓延開來，中國大陸的文藝界卻仍未開放，官方為了打壓外面的歌曲流行甚于「規定主題」的歌這個現象，將她及其他港臺的歌曲包括《何日君再來》和《夜來香》在內定義為「靡靡之音」、「黃色」等，並指責這些歌曲會對大陸人造成精神上的污染，使毎個人思想沉淪以及行為墮落，《夜來香》也因此在中國大陸第二度被禁唱。但由于《夜來香》是首優美卻是命運多舛的歌曲，這首歌曲兩次被禁，原因都不是因為歌曲本身有問題，原因都是出在唱它的人，而這兩次被禁的時間相隔約卅年。事實上，《夜來香》在華語流行音樂史中早已佔有一席之地，禁它的實質意義並不大。
1990年代，鄧麗君原準備出版一張老歌新唱的專輯，率先錄製了《人面桃花》《恨不相逢未嫁時》兩首單曲，之後又在1994年于日本發行了《夜來香》的中文日文全新編曲灌錄的單曲。但是原本以此為素材籌備專輯的鄧麗君，卻因病與1995年5月8日在泰國去世，享年42歲。所以《夜來香》這首歌，也成為了鄧麗君人生最後一首正式錄製的錄音室歌曲，實為絕唱，也令這首經典作品更添傳奇色彩。

## 版本
除非註明為現場版，否則均為有收錄於專輯的音樂室錄製版。

### 國語版
- 1944年，所有版本的始祖：李香蘭，黎錦光作曲作詞。
- 1945年6月23日：夜来香幻想曲（管弦爵士樂編曲版），服部良一編曲，上海交響樂團合奏，李香蘭在日佔上海演唱會的現場版。1954年李香蘭主演《香苑琵琶》插曲，同年一中唱片流出電影原聲帶《夜来香幻想曲》與《賣夜來香》。
- 1982年 崔苔菁台灣麗歌唱片《紅顏》專輯浪漫版及台灣電視公司同名綜藝節目輕快美聲版。
- 1987年 蔡琴。2001年翻唱重灌。
- 1999年 陶喆重新改编这首歌，收录于I'm OK专辑。
- 2003年 費玉清，收錄於《何日君再來》專輯。
- 2005年和2006年 蔡幸娟，八大電視現場版。並未收錄於專輯。
- 2007年 張燕，帶民族唱腔。
- 2009年6月28日 王若琳上海演唱會現場版，收錄於2010年專輯。語音俏皮為特色。
- 2012年 太妃堂的電音舞曲版。
- 1968年 陳芬蘭 《返國紀念集》。
- 2010年 范蓁蓁 《本色》。
- 2010年 鄂爾佳明 《夜想曲》。
- 1981年 泰迪羅賓 《金縷衣-少年情》。
- 2009年 劉紫玲 《又見知音07-重溫舊夢》。
- 1991年 高勝美 《懷念老歌1-情景再現-情意綿綿》。
- 2002年 張杏月 《望春風》。
- 2005年 方瓊 《情人的眼淚》。
- 1980年 華怡保 《杵歌-夜上海》。
- 2004年 林葉 《夜》。
- 1981年 奚秀蘭 《莫負青春-奚秀蘭小調第五輯》。

### 粵語版
粵語版有四個作詞版本，以黃霑版最知名。
- 1944年，所有版本的始祖：李香蘭，周憲溥作曲作詞。
- 1951年秦小梨主唱，周憲溥作詞，黑白片《恩重情深》插曲。帶粵劇唱腔。
- 1974年黃愷欣主唱《哥你莫移情》，作詞佚名。
- 1981年林子祥主唱，黃霑作詞，本人主演電影《鬼馬智多星》插曲。本版本是最為傳誦的。
- 1991年林憶蓮主唱，周耀輝作詞。以咬字迷糊為特色。
- 2005年呂珊翻唱黃霑版本。

### 日語版
- 1944年，所有版本的始祖：李香蘭，佐伯孝夫作曲作詞。
- 1950年1月日語首唱：山口淑子（李香蘭），佐伯孝夫作詞。1951年電影《夜來香 (1951年日本電影)》插曲。[7]
- 1951年左右：渡辺はま子翻唱。
- 1951年左右：胡美芳翻唱。
- 1958年山口淑子（李香蘭）花腔女高音版，本人主演的個人引退電影《東京休日》插曲。因為是本人主演，而且是引退性質，最為知名。
- 2010年小野麗沙的Bossa Nova版。

### 韓語版
- 1944年，所有版本的始祖：李香蘭，半夜月作曲作詞。
- 1954年：沉蓮玉 （页面存档备份，存于）（심연옥）首次灌錄韓語版「야래향(夜來香)」唱片。半夜月作詞，李在鎬編曲。
- 2005年：文瑾瑩（舊譯文根英）主唱《그댄 몰라요》（你不懂），최만식作詞，文瑾瑩主演電影《舞女纯情》插曲。
- 2019年：周炫美主唱《야래향》（夜来香），Ching Kwang Lee作詞，KBS 2TV週末連續劇《我世上最漂亮的女兒》插曲。

### 泰語版
- 1944年，所有版本的始祖：李香蘭， ผ้าเช็ดหน้า作曲作詞。
- 2000年：Triumphs Kingdom重新把夜來香重新混音成 ผ้าเช็ดหน้า 灌錄到唱片「Twice TK - X' Mas Kingdom Version」。

## 歌詞
那晚風吹來清涼
那夜鶯啼聲輕唱
月下的花兒都入夢
只有那夜來香
吐露著芬芳
我愛這夜色茫茫
也愛這夜鶯歌唱
更愛那花一般的夢
擁抱著夜來香
吻著夜來香
夜來香 我為你歌唱
夜來香 我為你思量
啊 我為你歌唱
我為你思量
(間奏）
那南風吹來清涼
那夜鶯啼聲輕唱
月下的花兒都入夢
只有那夜來香
吐露著芬芳
我愛這夜色茫茫
也愛這夜鶯歌唱
更愛那花一般的夢
擁抱著夜來香
吻著夜來香
夜來香 我為你歌唱
夜來香 我為你思量
啊 我為你歌唱
我為你思量
夜來香 夜來香 夜來香